# 鈴彦
株式会社鈴彦（すずひこ）は、かつて存在した医薬品・医療機器・一般用医薬品の卸売を中心とする日本の企業であった。現在はバイタルネットである。医薬品の卸売手。地盤の東北地区では有力卸の一社であった。

## 概要
第二次世界大戦後の仙台市内は、空襲により焼け野原となった。それまで老舗として仙台市内で高いシェアを持っていた薬種商の御三家「小谷」「桜井（後・小田島薬店と合併）」」「池田」は本拠を失った（御三家の1社「桜井伊之助薬輔」以外は1954年（昭和29年）設立の宮城県医薬品卸組合に入会していない）。その反面、登米郡登米町に店舗を構えていた「鈴彦商店」は無傷であった。鈴木彦治は、米、豆、味噌などの食料品を背負い込んで満員列車に乗り込み、関東・関西のメーカー、問屋を精力的に駆けずり回ってクスリを集め、県内に販売ルートを拡げていった。
昭和30年代後半から、メーカー側はそれまでの卸の取引実績・販売力・小売店に対する力の強弱などを勘案して「どこの小売店に対してこれだけのうちの再販品を取ってほしい」と要求するようになり、そのリストにしたがって卸と小売りの間での再販契約が取り交わされるようになった。このタイアッブ制を足がかりに、各メーカーが組織化に積極的に乗り出すようになり、メーカー・卸・小売りの系列化が次第に形付けられるようになっていった。その結果、鈴彦商店は武田薬品工業系列に傾いていった。
1959年（昭和34年）、鈴彦は兼業していた味噌・醤油醸造部門を別会社として医薬品卸専業になり、1961年（昭和36年）、「国民皆保険」が実現し、医療用医薬品の需要拡大を見越して、本社を仙台市に移転新築。さらに、県外卸の営業圏を譲り受けるなどして営業エリアを拡大。また、モータリゼーションに備え仙台市の近郊に駐車場を持つ配送センターを建設、コンピューターの導入、各営業拠点間のオンライン化を実施する。
石油危機による直接の影響はなかったものの、1981年（昭和56年）の大幅薬価引き下げの影響は大きく、また、1982年（昭和57年）に開通した東北新幹線など高速交通網の整備は、中央資本の東北進出を予想させた為、大型合併（サンエスを参考）に踏み切った。

## 会社概要
- 本社：宮城県仙台市青葉区大手町1-1
- 社長：鈴木彦治

## 沿革
- 1948年10月 - 「鈴彦商店」設立
- 1950年2月 - 資本金100万円で「株式会社鈴彦商店」設立
- 1959年9月 - みそ・しょうゆ製造部門を分離し「ヤマカノ醸造株式会社」（参照）設立
- 1963年6月 - 東京都に「大鵬薬品工業株式会社」（大塚製薬と全国の主要卸業者が出資して設立された企業である）設立。宮城地区独占販売契約を締結。大鵬薬品は1県1社代理店制度を採用する
- 1963年 - 「菊屋薬局本店」医薬品卸部門（石巻市・代表取締役社長・菊池きみ）を合併
- 1966年 - 「大学堂薬局」（後の大学堂）（八戸市）と業務提携
- 1970年7月 - 「株式会社福島ミドリ十字」から営業権を譲受
- 1970年9月 - 株式会社鈴彦に社名変更
- 1972年 - 青森県八戸市の「大学堂株式会社」から営業権を譲受
- 1983年4月 - 山形県「朝日薬品」と岩手県「村研薬品」と合併し「サンエス」を設立

（下記の事務所はサンエス設立時のものである・村研薬品の地盤としての岩手事業部の水沢店は「鈴彦」の営業所である）
- 宮城事業部
  - 「サンエス・仙台店」（宮城県仙台市大手町1-1）
  - 「サンエス・名取配送センター・南仙台店」（宮城県名取市下余田鹿島10）
  - 「サンエス・北仙台店」（宮城県泉市七北田字田中23-3）
  - 「サンエス・石巻店」（宮城県石巻市門脇字一番谷地43-8）
  - 「サンエス・登米店」（宮城県登米郡登米町池九日町1）
  - 「サンエス・気仙沼店」（宮城県気仙沼市田中前2-8-1）
  - 「サンエス・古川店」（宮城県古川市休塚字童子川25-1）
- 青森事業部
  - 「サンエス・青森店」（青森県青森市大字荒川字藤戸134-1）
  - 「サンエス・八戸店」（青森県八戸市大字長苗代字化石24-1）
  - 「サンエス・十和田営業所」（青森県十和田市三本木稲吉15-130）
  - 「サンエス・弘前営業所」（青森県弘前市城南3-12-10）
  - 「サンエス・むつ出張所」（青森県むつ市柳町4-1-11）
- 福島事業部
  - 「サンエス・福島店」（福島県福島市瀬上町字南中川原29）
  - 「サンエス・郡山店」（福島県郡山市大槻町字鳴神原1）
  - 「サンエス・平店」（福島県いわき市平中神谷字苅萱54-1）
  - 「サンエス・原町店」（福島県原町市下北高平字堂下152-3）
  - 「サンエス・会津店」（福島県会津若松市一箕町大字亀賀字村東130-1）
  - 「サンエス・白河営業所」（福島県白河市横町132）
- 栃木事業部
  - 「サンエス・宇都宮営業所」（栃木県宇都宮市平出町4065-2）

## 鈴彦営業所
- 宮城事業部
  - 「本社・仙台店」（宮城県仙台市大手町1-1）
  - ｢名取配送センター・南仙台店」（宮城県名取市下余田鹿島10）
  - 「石巻店」（宮城県石巻市門脇字一番谷地43-8）
  - 「登米店」（宮城県登米郡登米町池九日町1）
  - 「気仙沼店」（宮城県気仙沼市駒場21-1）
  - 「古川営業所」（宮城県古川市稲葉字宮田127）
- 青森事業部
  - 「青森営業所」（青森県青森市篠田町2-19-2）
  - 「八戸店」（青森県八戸市大字長苗代字化石24-1）
  - 「弘前営業所」（青森県弘前市城南3-12-10）
- 岩手事業部
  - 「水沢店」（岩手県水沢市大日通2-78-1）
- 福島事業部
  - 「福島店」（福島県福島市瀬上町字南中川原29）
  - 「郡山店」（福島県郡山市大槻町鳴神原1）
  - 「平店」（福島県いわき市平中神谷字苅萱54-1）
  - 「原町営業所」（福島県原町市南町3-129）
  - 「会津営業所」（福島県会津若松市一箕町大字亀賀字村東130-1）
- 栃木事業部
  - 「宇都宮営業所」（栃木県宇都宮市平出町4065-2）

## 主な取引メーカー
- 武田薬品工業
- 第一製薬（現在・第一三共）
- 山之内製薬（現在・アステラス製薬）
- 大塚製薬
- エーザイ